# 道の駅生月大橋
道の駅生月大橋（みちのえき いきつきおおはし）は、長崎県平戸市生月町南免にある長崎県道42号平戸生月線の道の駅である。
平戸島と生月島を結ぶ生月大橋の生月島側にある。

## 施設
- 駐車場：49台
  - 普通車：45台
  - 大型車：4台
  - 身障者用：2台
- トイレ （いずれも24時間利用可能）
  - 男：大 2器、小 4器
  - 女：5器
  - 身障者用：1器
- 公衆FAX
- 公衆電話
- お土産：あご（飛魚）・いわし・あじのかまぼこ、菓子等
- 無料休憩所
- 多目的広場（グラウンド）

## 休館日
- 12月31日

## アクセス
- 長崎県道42号平戸生月線

## 周辺
- 平戸市生月町博物館 島の館